# 真·三國無雙4
《真‧三國無雙4》是光榮（現光榮特庫摩）根據三國题材製作并发行的一款砍殺遊戲，為真·三国无双系列的第4代正篇。本作最初於2005年在PlayStation 2與Xbox平台發售，隨後於同年在PlayStation 2平台发行资料片《真‧三國無雙4 猛將傳》。爾後以「真‧三國無雙4 Special」之名移植至Xbox 360、Microsoft Windows，並收錄《猛將傳》中部分內容。

## 游戏系统

### 革新
- 增加了多名新人物：
  - 魏：曹丕、龐德
  - 蜀：關平、星彩
  - 吳：凌統
  - 他：左慈
- 增加覺醒印系統：可讓武將的能力（攻擊力、攻擊速度和防禦力）一時間大幅上升（時間為15秒）
- 增加據點種類，如防禦據點，攻擊據點，補給據點，進入據點。
  - 防禦據點：門前有門兵長會進行守衛，一看見玩家便會關門。玩家需要撃破守門兵長才能進入據點，據點士兵手持戰矛與戰盾，被玩家以普通攻擊也不會硬直，而且會不斷防禦玩家的攻擊（AI智能頗高）。據點四角處亦有弓兵或弩兵站在箭樓上進行射擊，玩家在此據點內戰鬥會十分辛苦。地圖上會以正方形表示。
  - 攻擊據點：據點會有投石器和床弩等武器，不分敵我攻擊據點外的人，被它們擊中會損失大量體力。據點士兵手持雙匕首，攻擊速度很快（而且會一起放無雙），攻擊意識頗高。地圖上會以三角形表示。
  - 補給據點：和防禦據點一樣，門前有門兵長守衛，一看見玩家便會關門。玩家需要撃破門兵長才能進入據點，據點兵會強化自己的戰鬥力（如補充400體力，攻擊 x2或防禦 x2）。據點內有許多瓦罐，可能有體力補給品（機率視乎難度而定）,而擊破據點兵長更有很大機會取得令體力全滿的道具(難度困難會獲得華陀膏)。地圖上會以圓形表示。
- 進入據點：士兵會從此據點不斷進入，玩家需要壓制它才能阻止敵軍的兵力補充。不過，此據點敵我雙方都可以壓制，所以玩家要時刻留意。
- 進化攻擊：裝備鑲鑽寶石的武器在無雙值達到額滿時，普通攻擊次數可以由6次，增加至9次。
- 蓄力5的攻擊方式，跟前作不同，改良為可一口氣打飛周圍敵人的攻擊。

- 移除道具：
  - 翔靴：跳躍力增高。
  - 藤甲鎧：提高對弓箭的防禦傷害，本作將藤甲鎧效果移植到黃忠弓上，故移除藤甲鎧。
  - 騎甲鎧：提高騎乘戰馬或戰象的傷害，本作將騎甲鎧效果移植到羌族角上，故移除騎甲鎧。

### 無雙模式
無雙模式以武將各自的經歷傳記為主，以姜維為例，雖然被歸為蜀國武將，但在無雙模式的故事中，一開始是在曹魏麾下參與討伐蜀漢的戰役天水之戰，隨著劇情演變後續才投入諸葛亮麾下，隨諸葛亮北伐曹魏。
大部分武將的無雙模式均有五關，三國君主（曹操、孫堅、劉備）和左慈有八關，關羽、夏侯惇、典韋、孫策有六關，而除左慈外的他國武將（呂布、貂蟬、董卓、袁紹、張角、孟獲、祝融）則僅有四關。所有武將最後一關均出現與部分關卡固定關鍵武將實力相當的強敵武將，體現在其關卡敵軍關鍵武將或總帥上。

### 自由模式
玩家可以使用無雙模式已出現的所有武將來進行無雙模式裏已通過的所有關卡及劇本。

## 资料片

### 真‧三國無雙4 猛將傳
真‧三國無雙4 猛將傳增加列傳模式、外傳模式、修羅模式、立志模式和編輯模式，且本篇的Lv4武器和特殊道具也可以在列傳模式獲得：
- 修羅模式：玩家每次開始，所有能力值都會初始化。系統會不斷製造小關卡，玩家每關可以從三個關卡選擇一個，難度愈高，所取得的武勳也越高，可以用來購買回復道具（戰場上只有極少的回復道具，而且士兵亦不會跌下）或提升自身能力值。此外，玩家也會獲得金，用來改良武器。關卡越高，難度越大。當玩家戰死或結束遊戲，便會有一部分武勳和金繼承，所以玩得越多戰局越有利。但同時玩家在某關失敗了就不能重頭再來，這是因為系統在每次開始模式後便會自動刪除記憶卡內的紀錄
- 立志模式：共有八關，玩家會以士兵的角色進行遊戲，一開始玩家可選擇在哪位上官（即４８名無雙武將）當士兵。當玩家在戰場上表現優異，除了上官會給予服裝、武器和技能，連敵方武將也可能會招攬玩家!玩家将从兵卒晋升为什长、卒伯、副将，实现从士兵到将军的跨越！一個士兵的一生完全由你決定!
- 編輯模式：玩家可自創武將，並在其他模式中使用
- 外傳模式：具有18張地圖分別是：

道術書爭奪戰使用角色為：張角、龐統、左慈
樓桑村救出戰使用角色為：關羽、張飛、劉備
區星之亂使用角色為：孫堅、黃蓋、孫策
十常侍之亂使用角色為：董卓、袁紹
兗州之戰使用角色為：貂蟬、呂布、張遼
獻帝爭奪戰使用角色為：夏侯惇、典韋、許褚、曹操
二喬獲得戰使用角色為：周瑜、孫策
郎君誇耀戰使用角色為：甄姬、大喬、小喬、月英
冀城之戰使用角色為：馬超、龐德
葭萌關之戰使用角色為：張飛、諸葛亮、魏延
陽平關之戰使用角色為：曹操、夏侯淵、張郃、曹仁
濡須口之戰使用角色為：太史慈、呂蒙、甘寧、周泰、凌統
漢水之戰使用角色為：趙雲、黃忠
麥城之戰使用角色為：關羽、關平、星彩
新城之戰使用角色為：司馬懿、徐晃、曹丕
石亭之戰使用角色為：陸遜、孫尚香、孫權
祈山之戰使用角色為：諸葛亮、姜維、魏延
南中決戰使用角色為：孟獲、祝融。

### 真‧三國無雙4 Special
真‧三國無雙4 Special為真‧三國無雙4的Xbox 360版和電腦版，包含PS2版本篇+猛將傳內的列傳模式、修羅模式、外傳模式，但刪除了立志模式、編輯模式，遊戲內容相較之於猛將傳大幅度減少。
- 有關Xbox 360版本，日本版（封面左下角印有「CERO 12」字樣的logo）只能運行在日本版Xbox 360；但其後台灣在2006年3月16日起推出行貨Xbox 360後，港台地區曾經有過少量的台灣版[5]（封面左下角沒有任何logo）在市面上出售，可以運行在港台地區的行貨Xbox 360。

### 真‧三國無雙4 帝王傳
真‧三國無雙4 帝王傳與真‧三國無雙4、真‧三國無雙4 猛將傳稍有不同，本作更重視戰略。戰場上可隨意向友軍下達指令，協助玩家。新地圖僅有柴桑。